# Sant Miquel de Vilamòs
Sant Miquel de Vilamòs és una ermita romànica del municipi de Vilamòs (Vall d'Aran) inclosa en l'Inventari del Patrimoni Arquitectònic de Catalunya.

## Descripció
Edifici d'una sola nau amb volta de canó de mig punt, i amb un absis a llevant de perímetre el·líptic i de radi ultrapassat; exteriorment l'absis és decorat amb arcuacions llombardes amb un fris superior de serra dentada i té una finestra en espitllera al centre i una altra a l'angle SE.
D'estructura molt simple, presenta la porta d'accés en arc de mig punt situada al mur de migdia. A l'interior de l'església hi ha dos arcs torals.
A l'extrem SO hi ha un contrafort i al mur Oest hi ha adossada una construcció que deuria ser una mena de porxo amb porta d'accés a l'interior de l'església. Tant el contrafort com la construcció porxada podrien tenir la seva raó de ser en la voluntat d'aturar l'obertura general de la volta, on es troben esquerdes que així ho indiquen.

## Història
Segons la tradició, aquesta ermita estava situada on abans hi havia instal·lada l'antiga població de Vilamòs que segons sembla fou arrasada per un esbarrancament.